# Westlake, Texas
Westlake là một thị trấn thuộc quận Tarrant, tiểu bang Texas, Hoa Kỳ. Năm 2010, dân số của thị trấn này là 992 người.

## Dân số
- Dân số năm 2000: 207 người.
- Dân số năm 2010: 992 người.